# راب کویرینن
راب کویرینن (انگلیسی: Robbe Quirynen؛ زادهٔ ۳ نوامبر ۲۰۰۱) بازیکن فوتبال اهل بلژیک است.
از باشگاه‌هایی که در آن بازی کرده‌است می‌توان به رویال اکسل موکرون و باشگاه فوتبال رویال آنتورپ اشاره کرد.
وی همچنین در تیم‌های ملی فوتبال زیر ۱۸ سال  و زیر ۱۹ سال بلژیک بازی کرده‌است.